# 多根清史
多根 清史（たね きよし、1967年 - ）は、日本のフリーライター。大阪府大阪市生まれ。
大阪星光学院高等学校を経て、1994年京都大学大学院法学研究科修士課程修了（国際政治学、修士論文題目「北大西洋条約とケナン」）。高坂正堯に師事し太田出版『CONTINUE』の編集デスクを経て、フリーのライターとなる。主にゲーム、アニメなどに関して著作があり、特に「機動戦士ガンダム」の評論においては、大学院で学んだ国際政治学の知識を援用することが多い。

## 著書
- 未来に残すゲームなコトバ 心に響く名言・格言・失言 （太田出版（Love & peace） 2003年12月）
- 宇宙世紀の政治経済学 機動戦士ガンダム研究叢書 （宝島社 2005年9月）
- 嫌韓vs反日のキーワード （三才ブックス 2006年11月）
- プレステ3はなぜ失敗したのか? （晋遊舎ブラック新書 2007年9月）
- 日本を変えた10大ゲーム機 （ソフトバンク新書 2008年9月）
- ガンダムと日本人（文春新書 2010年11月）
- ものすごい言葉 次のリーダーのために（ソフトバンク新書 2011年2月）
- 教養としてのゲーム史（ちくま新書 2011年8月）
- ガンダムがわかれば世界がわかる（宝島社新書 2013年5月）

## 共著
- 超クソゲー 2（箭本進一、阿部広樹共著 太田出版 2000年3月）
- 超アーケード（箭本進一、阿部広樹共著 太田出版 2002年6月）
- 超クソゲーremix（箭本進一、阿部広樹共著 太田出版 2003年6月）
- 超クソゲーrevolutions（箭本進一、阿部広樹共著 太田出版 2003年10月）
- 最先端科学でつくる正義の味方の値段がわかる本（ヒーロー科学研究所共著 宝島社（別冊宝島） 2004年11月）
- 超エロゲー（八霧敬次共著 太田出版 2006年12月）
- 空想科学見積読本（ヒーロー科学研究所共著 宝島社（別冊宝島スペシャル） 2008年9月）
- 超クソゲー 1＋2（箭本進一、阿部広樹共著 太田出版 2011年9月）
- 超クソゲー 3（箭本進一、阿部広樹共著 太田出版 2011年9月）
- 超エロゲー ハードコア（箭本進一、阿部広樹共著 太田出版 2012年10月）
- 超ファミコン（箭本進一、阿部広樹共著 太田出版 2013年6月）[2]